# 比利時獨立
比利時革命（法語：Révolution Belge）發生於1830年，比利時人受法國七月革命的鼓舞，反抗在1815年維也納會議上強行合併荷蘭及比利時兩國的決定，爭取比利時獨立及成立自由主義政府。最終荷蘭聯合王國南部省份（主要為先前的南尼德蘭）分裂，比利時王國獨立。
荷蘭聯合王國南部與北部省份的主要人口組成分別是天主教和新教徒。經過1830年8－9月間數週的革命，弗拉芒人（主要說弗拉芒语）和瓦隆人（主要說法語）共同建立了新的國家——比利時。
從十四世紀到十六世紀，荷蘭各地都有共同的（勃艮第、哈布斯堡和西班牙）歷史。直到宗教改革與反宗教改革以及八十年戰爭之後，主要信仰新教歸正宗（即喀爾文派）的北部地區脫離了南方的西班牙王國的統治，成立尼德蘭七省共和國。在1815年維也納會議之後，南北尼德蘭統一，此外並納入當時的列日采邑主教區以及今盧森堡大公國的領土。1581－1648年間，荷、比因為宗教、語言與經濟差異而分裂，這些差異隨著250年來荷比各自演進的歷史又更加深化，逐漸成為不可跨越的鴻溝，最終於1830年引發了由資產階級所領導、訴求自由主義的比利時革命。比利時於1839年獲得完全獨立，而其在革命期間所建立的政治體系，時至今日仍是現今比利時王國的基礎。

## 背景
革命的原因是因為比利時人不滿荷蘭國王威廉一世的統治。由於荷蘭和比利時的民族構成不同，当时比利时的贵族阶级通用法语及弗拉芒语，在宗教上亦有分別（荷兰通行新教，而比利时为天主教），故此在民族主義盛行的十九世紀，比利時人無法忍受自己並不是一個獨立的民族國家。
而在經濟結構上，比利時是一個工業和農業發達的國家，而荷蘭的經濟則側重於商業和漁業，因此荷蘭每每採取重视商业、自由貿易的經濟政策，反之比利時希望以貿易保護政策來保障自身的工業，兩者在經濟結構的差異導致雙方分歧日增。除此之外，比利時人更要忍受聯合荷蘭王國政府對他們的種種限制及不平等對待，包括：
1. 官方語言僅有荷蘭語，而比利時人通用法语和弗拉芒语
2. 政府在1819年規定，只有懂荷蘭語的人才可以投考公務員
3. 政府及軍方高層完全由荷蘭人出任
4. 在議會中荷蘭和比利時的代表數量相若，但比利時人口有三百五十萬，而荷蘭人口僅有二百萬
5. 比利時的報紙受到新聞檢查
6. 比利時人亦要平均分擔荷蘭人的債務（荷蘭人在拿破崙戰爭為籌措軍費對抗拿破崙大肆向英人舉債）
7. 比利时人主要为天主教徒，而荷兰主要以新教徒为主。比利时担心荷兰政府将无法保证天主教利益和教育体制。
8. 比利时的工业较为发达，而荷兰政府的经济利益重心側重於商業和漁業，通常採取重商主義自由貿易的經濟政策，每每對比利時當地的本土工業造成損害。

## 過程
比利時人民受到法國七月革命成功的鼓舞，物价上涨和失业率也成为革命的导火索。在1830年8月期間，比利時人在布魯塞爾爆發革命，革命軍與荷蘭政府軍在布魯塞爾街頭巷戰，大批群眾也受到一套正在上演，以1820年代那不勒斯的革命為背景的歌劇所鼓舞，紛紛參與獨立運動，迫使荷蘭國王威廉一世同意召開議會。當日奧地利帝國、俄羅斯帝國、及普魯士王國的政府皆希望遏止比利時獨立，以維持1815年維也納會議所制訂的歐洲格局；然而奧普兩國在當時均受德意志革命運動所困，而俄國則忙於平定波蘭革命，無力插手干預。反之法國則明顯表態支持革命，因為比利時人有明顯親法國傾向，因為兩國在文化、語言、宗教上都有相近之處。此外，荷蘭合併比利時目的是出於反法的目標，所以法國樂意看到它分裂。加上法國國王路易·菲利普以自由主義者自居，同情比利時人反抗荷蘭人的專制統治。而英國也對比利時獨立表示同情，因為統一的尼德蘭工商發展迅速，對英國的商貿構成威脅，若比利時獨立的話，將可有效打擊英國的對手荷蘭；除此之外，英國認為既然比利時已公然反抗荷蘭，這將給予法國以援助比利時為藉口採取軍事行動，因此，應立即承認比利時的獨立，以抵消法國對比利時影響。
比利時在取得英法的默許或支持後，成立了臨時政府，並拒絕和荷蘭採取任何形式的共治，在10月4日宣布比利時完全獨立。並11月18日經比利時國民會議所確認。在1831年2月，比利時公布一部新憲法，是歐洲當時最自由的。比利時臨時政府原希望由法國國王路易·菲利普的兒子出任新君，但此事最後因英國反對而告終，因為比利時在戰略及地緣政治上拱衛著英倫海峽，若比利時和法國過於親密將不利英國的海防，英法相爭的結果是法國認輸退讓。於是在1831年來自萨克森-科堡-哥达公国的王子利奥波德（英國王室的親戚）接受了比利時王位，而荷蘭又就與比利時的邊界衝突問題派軍入侵比利時，以求重建荷蘭聯合王國，並在十日之內打敗了比利時的軍隊。法國立即派軍支援，荷蘭在法國參戰不久因不敵法軍而撤軍。

## 結果
列強最後在1831年11月於倫敦會議簽署條約，初步解決比利時問題。奧地利帝國、俄羅斯帝國、法蘭西王國、聯合王國及普魯士王國五強在條約中承認了比利時的獨立，並確保其永久中立國地位，條約中更表明這是為了歐洲的整體和平而對1815年維也納會議的安排作出修訂，不過實際上，這其實是在歐洲開了一個先例，表現了以革命運動去推倒維也納會議的決定是可行的，鼓動了歐洲其他地方在其後的數年間爆發革命，爭取民族主義及自由主義。而荷蘭國王威廉一世的頑固態度又使事情未能完滿結束，即使面對列強外交壓力，他仍拒絕承認比利時獨立，直至1839年他才就比利時獨立的問題作出讓步，心不甘情不願地在《倫敦條約》上簽字，因此直至1839年《倫敦條約》才正式生效。